# Katee Sackhoff
Kathryn Ann Sackhoff (Portland, Oregón; 8 de abril de 1980), más conocida como Katee Sackhoff, es una actriz estadounidense. Es famosa por su papel como la capitana Kara "Starbuck" Thrace en la serie de ciencia ficción Battlestar Galactica (2004-2009), de la cadena Sci Fi. Fue nominada a cuatro Premios Saturn por su trabajo en la serie y ganó en la categoría de "Mejor actriz de reparto en televisión" en 2005. Adicionalmente, actuó como Dana Walsh en 24. En 2020 interpretó en acción real a la princesa guerrera mandaloriana Bo-Katan Kryze en la serie The Mandalorian de la franquicia Star Wars, personaje que desde el 2012 popularizó con su voz en las series Star Wars: The Clone Wars, Star Wars: Rebels y Star Wars: Tales of the Empire.
Sackhoff también protagonizó The Fearing Mind (2000-2001) y The Education of Max Bickford (2001-2002); y tuvo papeles recurrentes en la series Bionic Woman (2007), Nip/Tuck (2009), CSI: Crime Scene Investigation (2010-2011) y Star Wars: The Clone Wars (2012-2013); como también un papel protagonístico en la octava temporada de 24, como Dana Walsh (2010). Ha prestado su voz a diversos personajes como Bitch Pudding, en Robot Chicken. Desde 2012 hasta 2017, protagonizó Longmire como la sheriff Victoria "Vic" Moretti antes de hacer un papel recurrente en The Flash como Amunet y aparecer dos veces como ella misma en The Big Bang Theory. 
Tuvo papeles principales en Halloween: Resurrection (2002), White Noise: The Light (2007), Batman: Year One (2011), The Haunting in Connecticut 2: Ghosts of Georgia, Sexy Evil Genius, Riddick 3, Oculus (2013) y Don't Knock Twice (2016).

## Carrera
Sackhoff ha trabajado en películas como Halloween: Resurrection y en televisión, incluyendo la serie La educación de Max Bickford y apariciones como invitada en series estadounidenses como ER y Cold Case. Interpretó el papel femenino principal en la película de acción y ciencia ficción The Last Sentinel, en el thriller psicológico White Noise: The Light y en la cinta How I Married My High School Crush.
En Battlestar Galactica interpretó a  Kara "Starbuck" Thrace, una piloto de Viper de la flota colonial que en la serie original de 1978, también titulada Battlestar Galactica, era un hombre, interpretado por Dirk Benedict. La decisión del creador de la serie Ronald D. Moore de cambiar el sexo del personaje fue muy discutida por los seguidores de la serie original, pero la mayoría eventualmente aceptaron el cambio.
Sackhoff interpretó a la primera mujer biónica diabólica Sarah Corvus en la serie Bionic Woman, de 2007 y también fue elegida para ser la voz de una mujer marine en el videojuego Halo 3.
En febrero de 2010, Sackhoff firmó un contrato para ser la protagonista del drama criminal de la ABC Boston's, pero finalmente la cadena decidió no continuar con la serie. En noviembre de 2010 aparece como invitada en un capítulo de The Big Bang Theory, interpretándose a sí misma en los sueños húmedos de Howard Wolowitz. Ese mismo año trabajó en la serie 24, junto a Kiefer Sutherland.
Cuenta con una participación en la serie CSI: Las Vegas en su 11.ª temporada, en donde interpreta a la detective Frankie Reed, una dura y brillante oficial que debe asistir al equipo de CSI en un caso de personas desaparecidas (en el sexto episodio de dicha temporada, "Cold Blooded").
También hizo una aparición especial en el episodio de Futurama "Lrrreconcilable Ndndifferences".
Sackhoff protagonizó el drama de A&E llamado Longmire, en el que comparte pantalla con Robert Taylor, basado en las novelas de misterio escritas por Craig Johnson.
Coprotagonizó además la cinta Riddick 3, en el papel de Dahl, una mercenaria contratada para localizar a Riddick (Vin Diesel).
En 2014 realiza junto a Milo Ventimiglia, Jason Lee y Robert Patrick la película Tell, en la que interpreta a Beverly, la esposa de Tell (Milo Ventimiglia). En 2015 hace una aparición como Sara Hall en el videojuego Call of Duty: Black Ops 3.
En 2016 coprotagonizó la película de terror Don't Knock Twice. En 2017 fue elegida para un papel recurrente en la serie de televisión The Flash, como la villana Amunet Black/Blacksmith.
A partir de 2020 repite su papel de Bo-Katan Kryze en la segunda temporada de la serie de acción en vivo The Mandalorian. Sackhoff ya había puesto voz al personaje en la serie animada Star Wars: The Clone Wars.
En 2023, lanzó su podcast llamado Blah Blah Blah with Katee Sackhoff. Después de un rebranding, el podcast se relanzó el 23 de abril de 2024 con el nombre The Sackhoff Show. 

## Vida personal
A mediados de 2009 se le diagnosticó cáncer de tiroides. Este tipo de cáncer presenta una baja tasa de mortalidad. Tras serle extirpada la tiroides, el cáncer se encuentra en remisión. No necesitó tratamiento con radioterapia.
Es muy buena amiga de la actriz Tricia Helfer, a quien conoció trabajando en la serie Battlestar Galactica. Juntas colaboran con diversas organizaciones benéficas.
Se comprometió con el actor Robin Gadsby desde el 8 de abril de 2020. La pareja se casó a principios de octubre de 2021 y tienen una hija y un hijo en común.

## Filmografía

### Cine
| Año  | Título                                                 | Papel                           | Notas                |
| ---- | ------------------------------------------------------ | ------------------------------- | -------------------- |
| 2001 | My First Mister                                        | Ashley                          |                      |
| 2002 | Halloween: Resurrection                                | Jennifer "Jen" Danzig           |                      |
| 2007 | White Noise: The Light                                 | Sherry Clarke                   |                      |
| 2007 | The Last Sentinel                                      | Chica                           |                      |
| 2011 | Batman: año uno                                        | Detective Sarah Essen           | Papel de voz         |
| 2012 | Campus Killer                                          | Suzanne                         |                      |
| 2013 | The Haunting in Connecticut 2: Ghosts of Georgia       | Joyce                           |                      |
| 2013 | Sexy Evil Genius                                       | Nikki Franklyn                  |                      |
| 2013 | Riddick                                                | Dahl                            |                      |
| 2013 | Oculus                                                 | Marie Russell                   |                      |
| 2014 | Tell                                                   | Beverley                        |                      |
| 2015 | Power/Rangers                                          | Kimberly Scott (Hart)           | Cortometraje         |
| 2016 | Girl Flu                                               | Jenny Styles                    |                      |
| 2016 | Don't Knock Twice                                      | Jess                            |                      |
| 2018 | 2036 Origin Unknown                                    | Mackenzie 'Mack' Wilson         |                      |
| 2021 | Night of the Animated Dead                             | Judy                            | Voz                  |
| 2021 | Batman: The Long Halloween                             | Poison Ivy                      | Voz; Directo a video |
| 2024 | Justice League: Crisis on Infinite Earths - Part Three | Poison Ivy                      | Voz; Directo a video |
| 2024 | Watchmen Chapter I                                     | Laurie Juspeczyk / Silk Spectre | Voz; Directo a video |
| 2024 | Watchmen Chapter II                                    | Laurie Juspeczyk / Silk Spectre | Voz; Directo a video |

### Televisión
| Año              | Título                         | Papel                           | Notas                                                    |
| ---------------- | ------------------------------ | ------------------------------- | -------------------------------------------------------- |
| 1998             | Fifteen and Pregnant           | Karen Gotarus                   | Película para televisión                                 |
| 1999             | Locust Valley                  | Claire Shaw                     | Película para televisión                                 |
| 1999             | Zoe, Duncan, Jack and Jane     | Susan                           | Episodio: "Sympathy for Jack"                            |
| 1999             | Chicken Soup for the Soul      | Claire                          | Episodio: "Starlight, Star Bright"                       |
| 1999             | Hefner: Unauthorized           | Mary                            | Película para televisión                                 |
| 2000             | Undressed                      | Annie                           | 4 episodios                                              |
| 2000–2001        | The Fearing Mind               | Lenore Fearing                  | 13 episodios                                             |
| 2001–2002        | The Education of Max Bickford  | Nell Bickford                   | 22 episodios                                             |
| 2002             | ER                             | Novia de Jason                  | Episodio: "A Hopeless Wound"                             |
| 2003             | Battlestar Galactica           | Kara "Starbuck" Thrace          | Miniserie                                                |
| 2003             | Boomtown                       | Holly                           | Episodio: "The Big Picture"                              |
| 2004             | Cold Case                      | Terri Maxwell (1969)            | Episodio: "Volunteers"                                   |
| 2004–2009        | Battlestar Galactica           | Kara "Starbuck" Thrace          | 71 episodios                                             |
| 2007             | The Wedding Wish               | Sara Jacob                      | Película para televisión                                 |
| 2007             | La mujer biónica               | Sarah Corvus                    | 5 episodios                                              |
| 2007             | Battlestar Galactica: Razor    | Capitana Kara "Starbuck" Thrace | Película para televisión                                 |
| 2007–presente    | Robot Chicken                  | Personajes varios               | Papel de voz; 14 episodios                               |
| 2008–2024        | Law & Order                    | Dianne Cary                     | Episodio: "Knock Off"                                    |
| 2008–2024        | Law & Order                    | Vanessa Gallo                   | Episodio: "Big Brother"                                  |
| 2009             | Lost and Found                 | Tessa Cooper                    | Episodio piloto                                          |
| 2009             | Nip/Tuck                       | Theodora "Teddy" Rowe           | 4 episodios                                              |
| 2009, 2010       | The Big Bang Theory            | Ella misma                      | 2 episodios                                              |
| 2010             | Boston's Finest                | Julia Scott                     | Película para televisión                                 |
| 2010             | 24                             | Dana Walsh                      | 20 episodios                                             |
| 2010             | Futurama                       | Grrrl                           | Papel de voz; episodio: "Lrrreconcilable Ndndifferences" |
| 2010–2011        | CSI: Crime Scene Investigation | Detective Frankie Reed          | 3 episodios                                              |
| 2011             | The Super Hero Squad Show      | She-Hulk                        | Papel de voz; episodio: "So Pretty When They Explode!"   |
| 2011             | Workaholics                    | Rachel                          | Episodio: "Karl's Wedding"                               |
| 2012, 2013, 2020 | Star Wars: The Clone Wars      | Bo-Katan Kryze                  | Papel de voz; 9 episodios                                |
| 2012–2017        | Longmire                       | Victoria "Vic" Moretti          | 63 episodios                                             |
| 2017-2020        | Star Wars Rebels               | Bo-Katan Kryze                  | Papel de voz; 9 episodios                                |
| 2017–2020        | The Flash                      | Amunet Black / Blacksmith       | Papel recurrente                                         |
| 2019–2021        | Another Life                   | Niko Breckinridge               | Elenco principal                                         |
| 2020-presente    | El Mandaloriano                | Bo-Katan Kryze                  | Temporadas 2 y 3                                         |
| 2024             | Star Wars: Tales of the Empire | Bo-Katan Kryze                  | Papel de voz; 1 episodio                                 |

### Videojuegos
| Año  | Título                      | Papel           | Notas                                             |
| ---- | --------------------------- | --------------- | ------------------------------------------------- |
| 2007 | Halo 3                      | Marine #3       | Papel de voz                                      |
| 2008 | Resistance 2                | Cassie Aklin    | Papel de voz                                      |
| 2011 | Spider-Man: Edge of Time    | Gata Negra 2099 | Papel de voz                                      |
| 2015 | Call of Duty: Black Ops III | Sarah Hall      | Papel de voz; actuación con captura de movimiento |
| 2016 | Eve: Valkyrie               | Rán Kavik       | Papel de voz                                      |
| 2018 | Call of Duty: Black Ops 4   | Sarah Hall      | Papel de voz                                      |

## Premios y nominaciones
| Año  | Premio                   | Categoría                                          | Trabajo Nominado     | Resultado |
| ---- | ------------------------ | -------------------------------------------------- | -------------------- | --------- |
| 2003 | Saturn Award             | Mejor actriz de reparto en una serie de televisión | Battlestar Galactica | Nominado  |
| 2005 | Saturn Award             | Mejor actriz de reparto en una serie de televisión | Battlestar Galactica | Ganador   |
| 2006 | Saturn Award             | Mejor actriz en una serie de televisión            | Battlestar Galactica | Nominado  |
| 2008 | Saturn Award             | Mejor actriz de reparto en una serie de televisión | Battlestar Galactica | Nominado  |
| 2024 | Saturn Award             | Mejor actriz de reparto en una serie de televisión | The Mandalorian      | Nominado  |
| 2010 | Teen Choice Awards       | Choice TV Actriz: Acción                           | 24                   | Nominado  |
| 2015 | Fangoria Chainsaw Awards | Mejor actriz de reparto                            | Oculus               | Ganador   |

### Ganadora
- 2006: Premio Saturn a la mejor actriz de reparto en televisión por su papel como Kara Thrace "Starbuck" en Battlestar Galactica.
- 2007: Premio RedEye al mejor personaje televisivo por su papel como Kara Thrace "Starbuck" en Battlestar Galactica.

### Candidata
- 2004: Premio Saturn a la mejor actriz de reparto en televisión por su papel como Kara Thrace "Starbuck" en Battlestar Galactica.
- 2007: Premio Saturn a mejor actor en televisión a Edward James Olmos (Almirante William Adama), actriz en televisión a Katee Sackhoff (Kara Thrace "Starbuck") y actor de reparto en televisión a James Callis (Dr. Gaius Baltar), por Battlestar Galactica.